# Estación Juanita
Estación Juanita är en ort i Mexiko.   Den ligger i kommunen San Juan Evangelista och delstaten Veracruz, i den sydöstra delen av landet, 500 km öster om huvudstaden Mexico City. Estación Juanita ligger 65 meter över havet och antalet invånare är 3 813.
Terrängen runt Estación Juanita är platt. Runt Estación Juanita är det glesbefolkat, med 17 invånare per kvadratkilometer. Närmaste större samhälle är San Juan Evangelista, 12,0 km nordost om Estación Juanita. Omgivningarna runt Estación Juanita är en mosaik av jordbruksmark och naturlig växtlighet.